# Acacia panamensis
Acacia panamensis é uma espécie de leguminosa do gênero Acacia, pertencente à família Fabaceae.